# Etablissements Borel

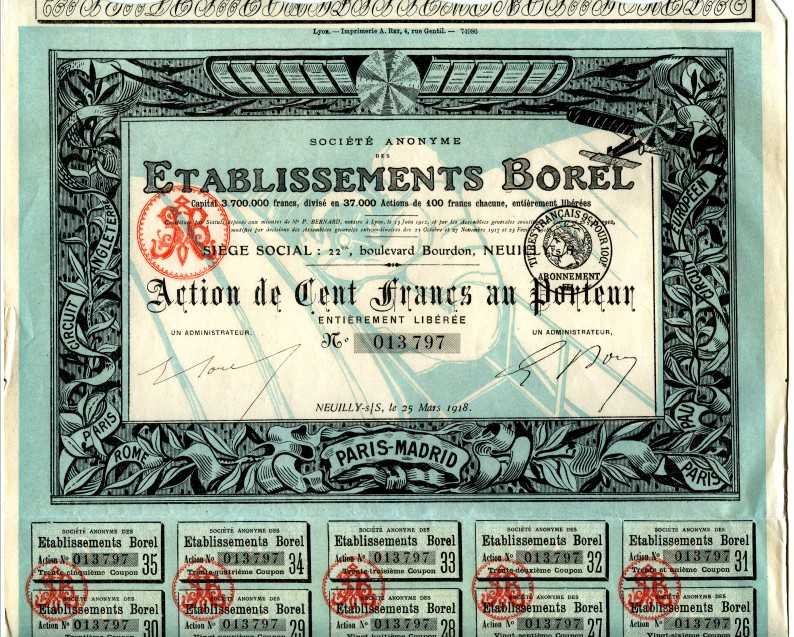
Certificado de ações da
Etablissements Borel de 1918.

A Etablissements Borel, formalmente Société Anonyme des Etablissements Borel, foi uma empresa fabricante de aviões francesa do início do século XX.
Fundada por Gabriel Borel (1880-?1960) ela construiu alguns monoplanos entre 1909 e 1914.

## Histórico
A fábrica localizada em Mourmelon foi temporariamente forçada a fechar quando irrompeu a Primeira Guerra Mundial, pois a maioria dos seus funcionários foi chamada para servir o Exército. Borel reabriu a empresa em 1915 para produzir aviões militares para a França sob licença de outros fabricantes, incluindo: Caudron, Nieuport e SPAD.
Depois da Guerra, a Borel foi reestruturada como Société Générale des Constructions Industrielles et Mécaniques (SGCIM) e tentou recolocar no mercado um dos seus desenhos de bombardeiros na função de transporte civil. No entanto, nem esse nem duas novas gerações de caças foram capazes de manter a companhia em funcionamento.

## Produtos

### Aviões
- Borel Bo.11
- Borel military monoplane
- Borel Torpille
- Borel-Odier Bo-T